# 崔勗
崔勗（？—？），东清河郡鄃县（今山东省淄博市临淄区）人，祖籍清河郡东武城县（今河北省衡水市故城县），出自清河崔氏乌水房，是刘宋乐陵太守崔旷的曾孙，刘宋龙骧将军、长广太守崔灵延的孙子，北魏太保、平恩文宣公崔光第二子，崔励、崔勔、崔劝、崔劼、崔勀、崔勍、崔劬、崔勩、崔勦、崔勉的兄弟。

## 生平
熙平元年（516年）四月，崔光晋封为平恩县开国侯，崔光原来的爵位朝阳伯被转授给崔勗。
正光五年（525年），崔勗官至轻车将军、尚书郎中，东魏武定末年，官至征虏将军、安州刺史，北齐取代东魏后，爵位按照旧例降低。

## 家族

### 夫人
- 李稚妃，出自陇西李氏仆射房，司空、清渊文穆公李冲第五女[4]。